# Baone
Baone là một đô thị thuộc tỉnh Padova vùng Veneto, tọa lạc khoảng 50 km về phía tây nam của Venezia và cách khoảng 25 km về phía tây nam của Padova. Tại thời điểm ngày 31 tháng 12 năm 2004, đô thị này có dân số 3.133 người và diện tích 24,4 km².
Baone giáp các đô thị: Arquà Petrarca, Cinto Euganeo, Este, Galzignano Terme, Lozzo Atestino, Monselice.
Đô thị Baone có ba frazioni (đơn vị hành chính ngoài xa): Calaone, Rivadolmo và Valle San Giorgio.